# 尋神的旅途
《尋神的旅途》（日語：ハイガクラ）是一部由高山忍於雙月刊《Comic ZERO-SUM增刊WARD》上連載、帶有濃厚中華色彩的奇幻類型日本漫畫。各話標題均以「第○章」表示。

## 故事簡介
該作以當代及一個與現實相連、但因為其入口被完全隱藏而沒有當代人認識的虛構國家「沒有神話之國」為主要舞台。
沒有神話之國在好久之前把名為「四凶」的四位惡神分別封印在四座山中，但後來「四凶」中的二匹在把封印祂的山破壞後逃走。另一方面，八百萬善神也跟著消失不見。主角一葉為了抓住目前行蹤不明的「四凶」而當上唯一可以往返兩個世界的職業——歌士官。

## 登場人物

### 歌士及訓練師
一葉（配音員：大塚剛央〔電視動畫〕／浪川大輔〔廣播劇CD〕）
主角。特徵是黑髮紅眼、頸上繫有紅色布，不會游泳，甜食控。
本人雖然討厭歌士不過卻被在相關方面人稱天才的藍采和收為徒。
因為從未自外界帶地靈回國而經常身無分文，更被稱為「史上最遜咖的歌士」。
擁有使役神滇紅、花果及流，貌似為了解放白豪而努力四處尋找四凶。
羅漢（配音員： 立花慎之介〔電視動畫〕／上田祐司〔廣播劇CD〕）
訓練師，一葉沒錢時都會問他借錢。
武夷（配音員： 伊藤健太郎〔電視動畫〕／鳥海浩輔〔廣播劇CD〕）
好賭的歌士，擁有使役神牛鬼。
曾想奪取一葉使役神之一的花果不過失敗，在這之後和一葉的關係好起來。
孫登（配音員：日野聰〔電視動畫〕／櫻井孝宏〔廣播劇CD〕）
歌士官長，目前以抓到「相柳」為目標。使役神是七位合稱為「天龍八部衆」的神。
峰龍井（配音員：梶原岳人〔電視動畫〕／石川英郎〔廣播劇CD〕）
歌士官輔佐官，同時是位優受的訓練師。

### 仙人
白珠龍（配音員：Lynn〔電視動畫〕／清水香里〔廣播劇CD〕）
現任崑崙山瑶池宮的主人——西王母。
孤兒，小時住在類似大型濟貧院的安溪館。前任西王母在五衰倒下後被接到瑶池宮居住。
蒼香茗（配音員： 平川大輔〔電視動畫〕／豊永利行〔廣播劇CD〕）
東王父，擅長縫紉。
藍采和（配音員：下野紘〔電視動畫〕／阿部敦〔廣播劇CD〕）
八仙之一，被人稱為傳奇、天才。
因為從不收其他人為徒的關係而只有一葉這位弟子，和龍王有締結契約。
漢鍾離
八仙之一，同時是建造安溪館的人。

### 神

#### 使役神
滇紅（配音員：石川界人〔電視動畫〕／宮野真守〔廣播劇CD〕）
一葉的中級使役神之一，容易迷路且食量大。擁有紅長髮和紫瞳，稱一葉為「師父」。
如果一葉對他用「踏踏歌・解式」的話，頭髮除了會變白外說話的語氣也會不一樣。
花果（配音員：釘宮理惠〔電視動畫〕／谷井明日香〔廣播劇CD〕）
同樣是一葉的中級使役神，屬於罕有的竦斯族，稱一葉為「老師」。
流（配音員：田村睦心〔電視動畫〕）
一葉在日本南方小島遇到的漂流神——雷獸。
本來的名字是「留」，後來被一葉改名為「流」。
牛鬼
武夷的神獸，擅長開墾農地。
天龍八部衆
孫登的使役神們，七位都是各族的精英。

#### 其他登場的神明
白豪（配音員：石塚運昇〔廣播劇CD〕）
外表長的像猫的天狗，和龍王同為最高階的神獸。
目前基本上都在守護西王母，一葉稱他為「小白」（しろ）。
與一葉的關係十分親密。
龍王
自沒有神話之國建國以來就存在，同時是對該國施展加護的人。
比企（配音員：關俊彦〔廣播劇CD〕）
龍生九子之三，四凶中的饕餮，鎧糸的雙胞胎哥哥，一般會以鬈髪青年的姿態示人。他就算只是站住不動都可以對四周產生不良影響。
鎧糸
龍生九子之四，比企的雙胞胎弟弟，額上長有第三隻眼。對殺死母親的雙胞胎哥哥既愛且恨。
春睨
龍生九子之長，長有虎耳及虎尾。因為是長男，所以很疼妹妹。
蒲牢（配音員：三瓶由布子〔廣播劇CD〕）
龍生九子之五，和雙胞胎弟弟澄風一同管理赤門。同時是該國最強的雷龍。水門官。
澄風
龍生九子之六，和雙胞胎姊姊蒲牢一同管理赤門。龍府官。
丙閑（配音員：村瀨步〔電視動畫〕）
龍生九子之八，負責管理紫門，非常尊敬其父龍王，因而討厭對其父無禮的白豪與一葉。
相柳
於外界有「九皇」和「九嬰」的別稱，是四凶之一共工的心腹。
傳說擁有九個臉的神妖，但其實是有九個人存在。

### 其他
山烏
漢鍾離的兒子，瑶池宮守衛。認識一葉和武夷。

## 用語
沒有神話之國
該國的地理位置是於日本海海底，環境和中國很像。人民的思想則和日本比較相近，他們稱現實世界為外界。因為兩個世界是相連的關係，當外界發生大天災時該國亦會受到影響。
從前有共有五座山位於天上——中央及東南西北各一——他們的名字分別是「瀛州」、「蓬萊」、「員喬」、「崑崙」和「岱輿」，而海底則有座龍宮。不過自從八百萬善神離開後該國的土地開始變的荒蕪，需要歌士們在外界找回來的神靈才可以開墾農地。此外，該國沒有任何神社和寺廟。
四凶
指被封印在除了瀛州之外四座山中的神明，祂們分別是「饕餮」、「窮奇」、「共工」及「渾沌」。
傳說中南方的窮奇及北方的渾沌因為員喬和岱輿二座山倒塌才逃走，但其實是因為祂們為了離開才把山弄垮。
大門
全名「大闕龍宮水府」，由龍王和祂的子女們打理。用於連接天上、龍宮和外界的九座水門，亦是商業重鎮，九座門全部均以顏色命名。
當中的赤門因為是出入境用的關係，只有持有通行證的歌士才可以使用。黑門雖然和赤門一樣重要，不過現在已禁止通行。
至於其他七門則是連接包括已倒下的員喬及岱輿二山的國內各地。這七門除了前往神域的青門有出入限制外，其他門基本上均可自由使用。
歌士官
在諸神離開沒有神話之國後才出現的職業，目的是把位於外界的神靈收服到名為「齋」的念珠並帶回去。
雖然官階不算高，不過除了可以獲得不少薪水和備受社會信任外，更是唯一可以出國的職業。
歌士如果要到外界的話一般都是即日來回，出入境時需要依靠水屬性神獸。在出境前要先帶同行的神獸們到赤門登記。
回國後需要分別拜謁東王父和西王母以回報工作情況及接領工作。如果在旅程中有抓到神獸的話，可以視情況賣給公所或自行訓練及使役。
潔齋
指的是把神明們請到齋裏的儀式。
開始時歌士會用指定的步法畫出一定的範圍以確定獻舞對象。當在範圍內的神或獸願意溝通時，歌士就會唱出名為「醮」的請願文。這二個動作被合稱為「踏踏歌」（踏々歌）。
如果歌士的力量和神獸的有太大差距時，開始前會先佈下結界「踏繪」，之後把想進行潔齋的對象請到結界中。
使役神
歌士獲得使役神的途徑有二個：於外界直接收服和在公所購買。如果有需要的話可以將剛獲得的神獸交給訓練師加以訓練，至於一般民眾則只可以向歌士們借用。
如該使役神在被潔齋前就知道何謂歌士的話就表示祂很長壽並且是階位高的神獸。
訓練師（調教師）
主要是負責把使役神調教成僱主所期望的樣子，可以對使役神有很大的影響力。

## 出版書籍
| 卷數 | 一迅社         | 一迅社                                                  | 長鴻出版社     | 長鴻出版社             |
| 卷數 | 發售日期       | ISBN                                                    | 發售日期       | EAN / ISBN             |
| ---- | -------------- | ------------------------------------------------------- | -------------- | ---------------------- |
| 1    | 2008年11月25日 | ISBN 978-4-7580-5382-2                                  | 2010年9月11日  | EAN 471-3469-35441-1   |
| 2    | 2009年10月24日 | ISBN 978-4-7580-5449-2                                  | 2010年9月23日  | EAN 471-3469-35442-8   |
| 3    | 2010年8月25日  | ISBN 978-4-7580-5536-9                                  | 2011年5月16日  | EAN 471-6814-19044-3   |
| 4    | 2011年5月25日  | ISBN 978-4-7580-5593-2 ISBN 978-4-7580-5594-9（限定版） | 2011年10月20日 | EAN 471-6814-19477-9   |
| 5    | 2012年3月24日  | ISBN 978-4-7580-5693-9                                  | 2013年8月27日  | EAN 471-5409-85997-0   |
| 6    | 2013年1月25日  | ISBN 978-4-7580-5778-3 ISBN 978-4-7580-5779-0（限定版） | 2014年8月16日  | ISBN 978-957-516-453-9 |
| 7    | 2014年2月25日  | ISBN 978-4-7580-5877-3 ISBN 978-4-7580-5878-0（限定版） | 2015年3月17日  | ISBN 978-957-516-591-8 |
| 8    | 2015年2月25日  | ISBN 978-4-7580-5994-7 ISBN 978-4-7580-5995-4（特裝版） | 2016年8月18日  | ISBN 978-986-474-129-8 |
| 9    | 2016年3月25日  | ISBN 978-4-7580-3168-4 ISBN 978-4-7580-3169-1（特裝版） | 2017年3月22日  | ISBN 978-986-474-272-1 |
| 10   | 2017年2月25日  | ISBN 978-4-7580-3258-2 ISBN 978-4-7580-3259-9（特裝版） | 2017年8月17日  | ISBN 978-986-474-465-7 |
| 11   | 2018年6月25日  | ISBN 978-4-7580-3358-9 ISBN 978-4-7580-3359-6（特裝版） | 2019年5月15日  | ISBN 978-986-504-108-3 |
| 12   | 2019年6月25日  | ISBN 978-4-7580-3445-6 ISBN 978-4-7580-3446-3（特裝版） | 2021年2月4日   | ISBN 978-986-504-704-7 |
| 13   | 2020年7月27日  | ISBN 978-4-7580-3532-3 ISBN 978-4-7580-3533-0（特裝版） | 2021年11月10日 | ISBN 978-626-006-052-7 |
| 14   | 2021年6月24日  | ISBN 978-4-7580-3616-0 ISBN 978-4-7580-3617-7（特裝版） | 2022年4月27日  | ISBN 978-626-006-666-6 |
| 15   | 2022年6月23日  | ISBN 978-4-7580-3751-8 ISBN 978-4-7580-3752-5（特裝版） | 2024年1月17日  | ISBN 978-626-008-281-9 |
| 16   | 2023年8月24日  | ISBN 978-4-7580-3916-1 ISBN 978-4-7580-3917-8（特裝版） |                |                        |

## 電視動畫

### 主題曲
片頭曲Chaser
演唱：MADKID，作詞：LIN、YUKI，作曲：pw.a、Yuka Niiyama，編曲：pw.a
片尾曲Phoenix
演唱：牧島輝，作詞：安田尊行、作曲・編曲：

### 各話列表
| 話數 | 標題     | 劇本       | 分鏡     | 演出              | 作畫監督 | 總作畫監督        | 首播日期       |
| ---- | -------- | ---------- | -------- | ----------------- | --- | ----------------- | -------------- |
| 壹話 | 神樂之舞 | 村井雄     | 地岡公俊 | 小林寿德          | 鈴木健史 村田陽佑 若山政志 奥山鈴奈 下出麻以 檜垣彰子 前田義宏 別所正直 手島勇人 李周鉉 松本璃久 松原朋廣 越後谷寬 深圳市群想動漫文化發展有限公司 無錫霏潤動画制作有限公司 RA CRAFT RadPluls 火鳥動画制作集團 | 鈴木健史          | 2024年 10月7日 |
| 貳話 | 雷流之舞 | 百瀨祐一郎 | 增田敏彦 | 小林寿德 山口美浩 | 海堂 小林史緒里 臼井美夫 前田義宏 松原朋廣 石田啓一 佐藤大輔 無錫七彩動画 寧波麦冬映画 | 鈴木健史 永田幸人 | 10月14日       |
| 參話 | 雪華之舞 | 村井雄     | 渡邊慎一 | 大久保唯男        | 下出麻以 檜垣彰子 前田義宏 別所正直 佐藤大輔 若山政志 臼井美夫 友松照稀 松原朋廣 吳昊 孙岩 | 鈴木健史          | 10月21日       |
| 肆話 | 水月之舞 | 百瀨祐一郎 | 梅津朋美 | 梅津朋美          | 鈴木健史 下出麻以 松原朋廣 松本瑠久 友松照稀 臼井美夫 李周鉉 趙親雲 陳潔瓊 李品華 重慶群想動漫製作有限公司 火鳥動畫製作集團 無錫霏潤動畫製作有限公司 光之園 Animation                                         | 鈴木健史 永田幸人 | 10月28日       |
| 伍話 | 桃源之舞 | 村井雄     | 增田敏彦 | 西本由紀夫        | 下出麻以 檜垣彰子 前田義弘 手島勇人 正直困太 孙岩 吳昊 星野園 約拿單 | 鈴木健史          | 11月4日        |
| 陸話 | 渾沌之舞 | 百瀨祐一郎 |          | 白黑 小林一三     | 若山政志 松原朋廣 陈潔琼~趙親雲 邱錦 高橋直樹 松本勝次 小林史緒里 吉田龍一郎 無錫霏潤動画制作有限公司 戶澤東 友松照稀 下出麻以 前田義宏 松本瑠久 臼井美夫                                                     | 五反孝幸          | 11月11日       |
| 柒話 | 暴龍之舞 | 村井雄     | 松園公   | 門田英彦          | 松原朋廣 吉川秀司 佐藤大輔 臼田美夫 友松照稀 動画 火鳥動畫製作集團 無錫霏潤動畫製作有限公司 深圳市群想動漫文化發展有限公司 Triple A                                                                           | 鈴木健史          | 11月18日       |

### BD
| 卷數 | 發售日期          | 收錄話數     | 規格編號  |
| ---- | ----------------- | ------------ | --------- |
| 上   | 2024年12月25日    | 第1話—第6話  | FFXC-0010 |
| 下   | 2025年10月1日預定 | 第7話—第13話 | FFXC-0011 |

## 外部連結
- A4作者個人網站（日語）
- 《Comic ZERO-SUM増刊WARD》官方網站（日語）
- 電視動畫《尋神的旅途》官方網站 （页面存档备份，存于）（日語）
- 廣播劇CD特設頁面 （页面存档备份，存于）（日語）